# Sydostasiatiska mästerskapet i fotboll för damer 2016
Sydostasiatiska mästerskapet i fotboll för damer 2016 var det 9:e sydostasiatiska mästerskapet för damer och avgjordes mellan 26 juli och 4 augusti 2016 i Burma. Turneringen vanns av Thailand före Vietnam och Burma.

## Gruppspel

### Grupp A
| Nr | Lag          | S | V | O | F | GM | IM | MS  | P |
| -- | ------------ | - | - | - | - | -- | -- | --- | - |
| 1  | Vietnam      | 3 | 3 | 0 | 0 | 20 | 0  | +20 | 9 |
| 2  | Thailand     | 3 | 2 | 0 | 1 | 12 | 2  | +10 | 6 |
| 3  | Filippinerna | 3 | 1 | 0 | 2 | 2  | 8  | −6  | 3 |
| 4  | Singapore    | 3 | 0 | 0 | 3 | 0  | 24 | −24 | 0 |

| 1              | 26 juli 2016   | Thailand                                                                 | 4 – 0   | Filippinerna | Mandalarthiri Stadium                      |                                            |
| 15:00 UTC+6:30 | 15:00 UTC+6:30 | Pitsamai Sornsai 21′, 31′ Kanjana Sungngoen 51′ Rattikan Thongsombut 68′ | Rapport |              | Mandalay Domare: Oh Hyeon-jeong (Sydkorea) | Mandalay Domare: Oh Hyeon-jeong (Sydkorea) |
| 15:00 UTC+6:30 | 15:00 UTC+6:30 |                                                                          |         |              | Mandalay Domare: Oh Hyeon-jeong (Sydkorea) | Mandalay Domare: Oh Hyeon-jeong (Sydkorea) |
| 15:00 UTC+6:30 | 15:00 UTC+6:30 |                                                                          |         |              | Mandalay Domare: Oh Hyeon-jeong (Sydkorea) | Mandalay Domare: Oh Hyeon-jeong (Sydkorea) |

| 2              | 26 juli 2016   | Vietnam | 14 – 00         | Singapore | Mandalarthiri Stadium                   |                                         |
| 18:00 UTC+6:30 | 18:00 UTC+6:30 | Nguyễn Thị Xuyến 4′ Nguyễn Thị Liễu 8′, 80′ Nguyễn Thị Muôn 10′, 45+1′, 47′, 53′, 59′, 61′ Nguyễn Thị Tuyết Dung 17′, 50′ Nguyễn Thị Minh Nguyệt 25′ Nur Izyani Noorghani 36′ (sjm.) Phạm Hải Yến 67′ | (7 – 0) Rapport |           | Mandalay Domare: Law Bik Chi (Hongkong) | Mandalay Domare: Law Bik Chi (Hongkong) |
| 18:00 UTC+6:30 | 18:00 UTC+6:30 | |                 |           | Mandalay Domare: Law Bik Chi (Hongkong) | Mandalay Domare: Law Bik Chi (Hongkong) |
| 18:00 UTC+6:30 | 18:00 UTC+6:30 | |                 |           | Mandalay Domare: Law Bik Chi (Hongkong) | Mandalay Domare: Law Bik Chi (Hongkong) |

| 5              | 28 juli 2016   | Filippinerna | 0 – 4           | Vietnam                                                                     | Mandalarthiri Stadium                    |                                          |
| 15:00 UTC+6:30 | 15:00 UTC+6:30 |              | (0 – 2) Rapport | 7′ Nguyễn Thị Hòa 30′, 71′ Nguyễn Thị Tuyết Dung 80′ Nguyễn Thị Minh Nguyệt | Mandalay Domare: Thein Thein Aye (Burma) | Mandalay Domare: Thein Thein Aye (Burma) |
| 15:00 UTC+6:30 | 15:00 UTC+6:30 |              |                 |                                                                             | Mandalay Domare: Thein Thein Aye (Burma) | Mandalay Domare: Thein Thein Aye (Burma) |
| 15:00 UTC+6:30 | 15:00 UTC+6:30 |              |                 |                                                                             | Mandalay Domare: Thein Thein Aye (Burma) | Mandalay Domare: Thein Thein Aye (Burma) |

| 6              | 28 juli 2016   | Singapore | 0 – 8           | Thailand | Mandalarthiri Stadium                   |                                         |
| 18:00 UTC+6:30 | 18:00 UTC+6:30 |           | (0 – 2) Rapport | 27′, 85′, 88′ Anootsara Maijarern 30′ Alisa Rukpinij 58′ Thanatta Chawong 70′ Orathai Srimanee 74′ Taneekarn Dangda 74′ Nisa Romyen | Mandalay Domare: Seinn Cho Aung (Burma) | Mandalay Domare: Seinn Cho Aung (Burma) |
| 18:00 UTC+6:30 | 18:00 UTC+6:30 |           |                 | | Mandalay Domare: Seinn Cho Aung (Burma) | Mandalay Domare: Seinn Cho Aung (Burma) |
| 18:00 UTC+6:30 | 18:00 UTC+6:30 |           |                 | | Mandalay Domare: Seinn Cho Aung (Burma) | Mandalay Domare: Seinn Cho Aung (Burma) |

| 10             | 30 juli 2016   | Filippinerna                                 | 2 – 0           | Singapore | Mandalarthiri Stadium                          |                                                |
| 15:00 UTC+6:30 | 15:00 UTC+6:30 | Christina de los Reyes 5′ Camille Wilson 50′ | (1 – 0) Rapport |           | Mandalay Domare: Lee Yi-chi (Kinesiska Taipei) | Mandalay Domare: Lee Yi-chi (Kinesiska Taipei) |
| 15:00 UTC+6:30 | 15:00 UTC+6:30 |                                              |                 |           | Mandalay Domare: Lee Yi-chi (Kinesiska Taipei) | Mandalay Domare: Lee Yi-chi (Kinesiska Taipei) |
| 15:00 UTC+6:30 | 15:00 UTC+6:30 |                                              |                 |           | Mandalay Domare: Lee Yi-chi (Kinesiska Taipei) | Mandalay Domare: Lee Yi-chi (Kinesiska Taipei) |

| 9              | 30 juli 2016   | Thailand | 0 – 2           | Vietnam                               | Mandalarthiri Stadium                      |                                            |
| 18:00 UTC+6:30 | 18:00 UTC+6:30 |          | (0 – 0) Rapport | 85′ Huỳnh Như 90+4′ Nguyễn Thị Nguyệt | Mandalay Domare: Oh Hyeon-jeong (Sydkorea) | Mandalay Domare: Oh Hyeon-jeong (Sydkorea) |
| 18:00 UTC+6:30 | 18:00 UTC+6:30 |          |                 |                                       | Mandalay Domare: Oh Hyeon-jeong (Sydkorea) | Mandalay Domare: Oh Hyeon-jeong (Sydkorea) |
| 18:00 UTC+6:30 | 18:00 UTC+6:30 |          |                 |                                       | Mandalay Domare: Oh Hyeon-jeong (Sydkorea) | Mandalay Domare: Oh Hyeon-jeong (Sydkorea) |

### Grupp B
| Nr | Lag            | S | V | O | F | GM | IM | MS  | P |
| -- | -------------- | - | - | - | - | -- | -- | --- | - |
| 1  | Australien U20 | 3 | 2 | 1 | 0 | 25 | 1  | +24 | 7 |
| 2  | Burma          | 3 | 2 | 1 | 0 | 20 | 2  | +18 | 7 |
| 3  | Malaysia       | 3 | 1 | 0 | 2 | 14 | 6  | +8  | 3 |
| 4  | Östtimor       | 3 | 0 | 0 | 3 | 0  | 50 | −50 | 0 |

| 4              | 27 juli 2016   | Australien U20                                         | 4 – 0           | Malaysia | Mandalarthiri Stadium                        |                                              |
| 15:00 UTC+6:30 | 15:00 UTC+6:30 | Cortnee Vine 13′, 43′ Grace Maher 88′ Alex Chidiac 89′ | (2 – 0) Rapport |          | Mandalay Domare: Bùi Thị Thu Trang (Vietnam) | Mandalay Domare: Bùi Thị Thu Trang (Vietnam) |
| 15:00 UTC+6:30 | 15:00 UTC+6:30 |                                                        |                 |          | Mandalay Domare: Bùi Thị Thu Trang (Vietnam) | Mandalay Domare: Bùi Thị Thu Trang (Vietnam) |
| 15:00 UTC+6:30 | 15:00 UTC+6:30 |                                                        |                 |          | Mandalay Domare: Bùi Thị Thu Trang (Vietnam) | Mandalay Domare: Bùi Thị Thu Trang (Vietnam) |

| 3              | 27 juli 2016   | Burma | 17 – 00          | Östtimor | Mandalarthiri Stadium                          |                                                |
| 18:00 UTC+6:30 | 18:00 UTC+6:30 | Win Theingi Tun 3′, 13′, 19′, 45+1′, 75′ Khin Marlar Tun 7′, 33′ Yee Yee Oo 21′, 29′, 39′ May Thu Kyaw 22′, 54′, 59′ Khin Mo Mo Tun 31′ Hlayin Win 65′ Wai Wai Aung 71′, 90+2′ | (11 – 0) Rapport |          | Mandalay Domare: Lee Yi-chi (Kinesiska Taipei) | Mandalay Domare: Lee Yi-chi (Kinesiska Taipei) |
| 18:00 UTC+6:30 | 18:00 UTC+6:30 | |                  |          | Mandalay Domare: Lee Yi-chi (Kinesiska Taipei) | Mandalay Domare: Lee Yi-chi (Kinesiska Taipei) |
| 18:00 UTC+6:30 | 18:00 UTC+6:30 | |                  |          | Mandalay Domare: Lee Yi-chi (Kinesiska Taipei) | Mandalay Domare: Lee Yi-chi (Kinesiska Taipei) |

| 7              | 29 juli 2016   | Östtimor | 00 – 20          | Australien U20 | Mandalarthiri Stadium                    |                                          |
| 15:00 UTC+6:30 | 15:00 UTC+6:30 |          | (0 – 12) Rapport | 2′, 10′, 24′ Melinda Barbieri 9′ Sophie Nenadovic 16′, 40′, 55′ Emily Condon 23′ Clare Wheeler 34′, 51′ Olivia Ellis 37′, 42′, 50′ Eliza Ammendolia 45′, 45+1′, 59′ Melina Ayres 65′ Ashleigh Lefevre 53′, 87′, 90+1′ Ally Green | Mandalay Domare: Công Thị Dung (Vietnam) | Mandalay Domare: Công Thị Dung (Vietnam) |
| 15:00 UTC+6:30 | 15:00 UTC+6:30 |          |                  | | Mandalay Domare: Công Thị Dung (Vietnam) | Mandalay Domare: Công Thị Dung (Vietnam) |
| 15:00 UTC+6:30 | 15:00 UTC+6:30 |          |                  | | Mandalay Domare: Công Thị Dung (Vietnam) | Mandalay Domare: Công Thị Dung (Vietnam) |

| 8              | 29 juli 2016   | Malaysia           | 1 – 2           | Burma                                         | Mandalarthiri Stadium                         |                                               |
| 18:00 UTC+6:30 | 18:00 UTC+6:30 | Dadree Rofinus 18′ | (1 – 1) Rapport | 45+2′ (str.) Khin Moe Wai 78′ Win Theingi Tun | Mandalay Domare: Pannipar Kamnueng (Thailand) | Mandalay Domare: Pannipar Kamnueng (Thailand) |
| 18:00 UTC+6:30 | 18:00 UTC+6:30 |                    |                 |                                               | Mandalay Domare: Pannipar Kamnueng (Thailand) | Mandalay Domare: Pannipar Kamnueng (Thailand) |
| 18:00 UTC+6:30 | 18:00 UTC+6:30 |                    |                 |                                               | Mandalay Domare: Pannipar Kamnueng (Thailand) | Mandalay Domare: Pannipar Kamnueng (Thailand) |

| 12             | 31 juli 2016   | Östtimor | 00 – 13         | Malaysia | Mandalarthiri Stadium                         |                                               |
| 15:00 UTC+6:30 | 15:00 UTC+6:30 |          | (0 – 7) Rapport | 4′ (sjm.) Natacha Sarmento 8′, 12′, 76′, 82′, 85′ Shereilynn Elly Pius 17′, 32′, 35′, 89′ Nur Haniza Sa'arani 27′, 45′ Malini Nordin 68′ (sjm.) Luisa Marques | Mandalay Domare: Pannipar Kamnueng (Thailand) | Mandalay Domare: Pannipar Kamnueng (Thailand) |
| 15:00 UTC+6:30 | 15:00 UTC+6:30 |          |                 | | Mandalay Domare: Pannipar Kamnueng (Thailand) | Mandalay Domare: Pannipar Kamnueng (Thailand) |
| 15:00 UTC+6:30 | 15:00 UTC+6:30 |          |                 | | Mandalay Domare: Pannipar Kamnueng (Thailand) | Mandalay Domare: Pannipar Kamnueng (Thailand) |

| 11             | 31 juli 2016   | Burma            | 1 – 1           | Australien U20      | Mandalarthiri Stadium                   |                                         |
| 18:00 UTC+6:30 | 18:00 UTC+6:30 | Khin Moe Wai 41′ | (1 – 0) Rapport | 78′ Georgia Plessas | Mandalay Domare: Law Bik Chi (Hongkong) | Mandalay Domare: Law Bik Chi (Hongkong) |
| 18:00 UTC+6:30 | 18:00 UTC+6:30 |                  |                 |                     | Mandalay Domare: Law Bik Chi (Hongkong) | Mandalay Domare: Law Bik Chi (Hongkong) |
| 18:00 UTC+6:30 | 18:00 UTC+6:30 |                  |                 |                     | Mandalay Domare: Law Bik Chi (Hongkong) | Mandalay Domare: Law Bik Chi (Hongkong) |

## Slutspel

### Slutspelsträd
|  | Semifinaler    | Semifinaler     |       |       | Final          | Final |  |
|  |                |                 |       |       |                |       |  |
|  |                |                 |       |       |                |       |  |
|  | Vietnam (str.) | 3 (5)           |       |       |                |       |  |
|  | Burma          | 3 (4)           |       |       |                |       |  |
|  |                |                 |       |       |                |       |  |
|  |                |                 |       |       |                |       |  |
|  |                |                 |       |       | Vietnam        | 1 (5) |  |
|  |                | Thailand (str.) | 1 (6) |       |                |       |  |
|  |                |                 |       |       |                |       |  |
|  |                |                 |       |       |                |       |  |
|  |                |                 |       |       | Bronsmatch     |       |  |
|  |                |                 |       |       |                |       |  |
|  | Australien U20 | 1               |       | Burma | 1              |       |  |
|  | Thailand       | 2               |       |       | Australien U20 | 0     |  |

### Semifinaler
| 14             | 2 augusti 2016 | Australien U20  | 1 – 2           | Thailand                                             | Mandalarthiri Stadium                   |                                         |
| 15:00 UTC+6:30 | 15:00 UTC+6:30 | Grace Maher 11′ | (1 – 2) Rapport | 30′ Kanjana Sungngoen 39′ (str.) Anootsara Maijarern | Mandalay Domare: Law Bik Chi (Hongkong) | Mandalay Domare: Law Bik Chi (Hongkong) |
| 15:00 UTC+6:30 | 15:00 UTC+6:30 |                 |                 |                                                      | Mandalay Domare: Law Bik Chi (Hongkong) | Mandalay Domare: Law Bik Chi (Hongkong) |
| 15:00 UTC+6:30 | 15:00 UTC+6:30 |                 |                 |                                                      | Mandalay Domare: Law Bik Chi (Hongkong) | Mandalay Domare: Law Bik Chi (Hongkong) |

| 13             | 2 augusti 2016 | Vietnam                                                                                            | 0000 3 – 3 (e.fl.)         | Burma                                                                   | Mandalarthiri Stadium                      |                                            |
| 18:00 UTC+6:30 | 18:00 UTC+6:30 | Huỳnh Như 15′ Nguyễn Thị Tuyết Dung 17′ Nguyễn Thị Minh Nguyệt 90+4′ (str.)                        | (2 – 0) Rapport            | 59′, 90+1′ (str.) Win Theingi Tun 76′ May Thu Kyaw                      | Mandalay Domare: Oh Hyeon-jeong (Sydkorea) | Mandalay Domare: Oh Hyeon-jeong (Sydkorea) |
| 18:00 UTC+6:30 | 18:00 UTC+6:30 | |                            |                                                                         | Mandalay Domare: Oh Hyeon-jeong (Sydkorea) | Mandalay Domare: Oh Hyeon-jeong (Sydkorea) |
| 18:00 UTC+6:30 | 18:00 UTC+6:30 | Chương Thị Kiều Nguyễn Thị Minh Nguyệt Nguyễn Thị Tuyết Dung Nguyễn Thị Xuyến Nguyễn Thị Bích Thùy | Straffsparksläggning 5 – 4 | Win Theingi Tun Le Le Hlaing Khin Marlar Tun Khin Than Wai Khin Moe Wai | Mandalay Domare: Oh Hyeon-jeong (Sydkorea) | Mandalay Domare: Oh Hyeon-jeong (Sydkorea) |

### Bronsmatch
| 15             | 4 augusti 2016 | Burma               | 1 – 0           | Australien U20 | Mandalarthiri Stadium                   |                                         |
| 15:00 UTC+6:30 | 15:00 UTC+6:30 | Win Theingi Tun 20′ | (1 – 0) Rapport |                | Mandalay Domare: Law Bik Chi (Hongkong) | Mandalay Domare: Law Bik Chi (Hongkong) |
| 15:00 UTC+6:30 | 15:00 UTC+6:30 |                     |                 |                | Mandalay Domare: Law Bik Chi (Hongkong) | Mandalay Domare: Law Bik Chi (Hongkong) |
| 15:00 UTC+6:30 | 15:00 UTC+6:30 |                     |                 |                | Mandalay Domare: Law Bik Chi (Hongkong) | Mandalay Domare: Law Bik Chi (Hongkong) |

### Final
| 16             | 4 augusti 2016 | Vietnam | 0000 1 – 1 (e.fl.)         | Thailand | Mandalarthiri Stadium                    |                                          |
| 18:00 UTC+6:30 | 18:00 UTC+6:30 | Nguyễn Thị Minh Nguyệt 85′ | (0 – 1) Rapport            | 7′ Rattikan Thongsombut | Mandalay Domare: Thein Thein Aye (Burma) | Mandalay Domare: Thein Thein Aye (Burma) |
| 18:00 UTC+6:30 | 18:00 UTC+6:30 | |                            | | Mandalay Domare: Thein Thein Aye (Burma) | Mandalay Domare: Thein Thein Aye (Burma) |
| 18:00 UTC+6:30 | 18:00 UTC+6:30 | Nguyễn Thị Minh Nguyệt Nguyễn Thị Tuyết Dung Nguyễn Thị Muôn Nguyễn Thị Xuyến Chương Thị Kiều Nguyễn Thị Liễu Vũ Thị Nhung Bùi Thúy An Trần Thị Phương Thảo | Straffsparksläggning 5 – 6 | Anootsara Maijarern Sunisa Srangthaisong Kanjana Sungngoen Naphat Seesraum Nipawan Panyosuk Rattikan Thongsombut Pikul Khueanpet Duangnapa Sritala Natthakarn Chinwong | Mandalay Domare: Thein Thein Aye (Burma) | Mandalay Domare: Thein Thein Aye (Burma) |